# 李際期
李際期（1607年—1655年），字元獻，河南省孟津縣人。明末清初官員。

## 生平
明崇禎十三年（1640年）庚辰科進士，後仕清，任戶部主事。歷升浙江提學道、浙江按察司僉事、浙江分巡金衢道等職。順治十一年（1654年）升刑部右侍郎，改左侍郎，次年升工部尚書，轉兵部。同年卒於任内，諡僖平。
其墓尚存，有石刻、禦碑等。現為河南省文物保護單位。